# Bellengreville, Calvados
Bellengreville är en kommun i departementet Calvados i regionen Normandie i norra Frankrike. Kommunen ligger i kantonen Bourguébus som ligger i arrondissementet Caen. År 2022 hade Bellengreville 1 474 invånare.

## Befolkningsutveckling
Antalet invånare i kommunen Bellengreville
Referens: INSEE